# Rubus neogardicus
Rubus neogardicus är en rosväxtart som beskrevs av Juzepczuk. Rubus neogardicus ingår i släktet rubusar, och familjen rosväxter. Inga underarter finns listade i Catalogue of Life.